# Eynatten
Eynatten est une section de la commune belge de Raeren située en Communauté germanophone et en Région wallonne dans la province de Liège. C'était une commune à part entière avant la fusion des communes de 1977.
Eynatten est connu par son club de handball jouant en première division belge le HC Eynatten-Raeren.
À Lichtenbusch se trouve l'ancienne douane autoroutière de l'E40. Le hameau se trouve des deux côtés de la frontière belgo-allemande. La partie allemande appartient à Aix-la-Chapelle. 

## Évolution démographique
- Sources : INS, Rem. : 1930 jusqu'en 1970 = recensements, 1976 = nombre d'habitants au 31 décembre.

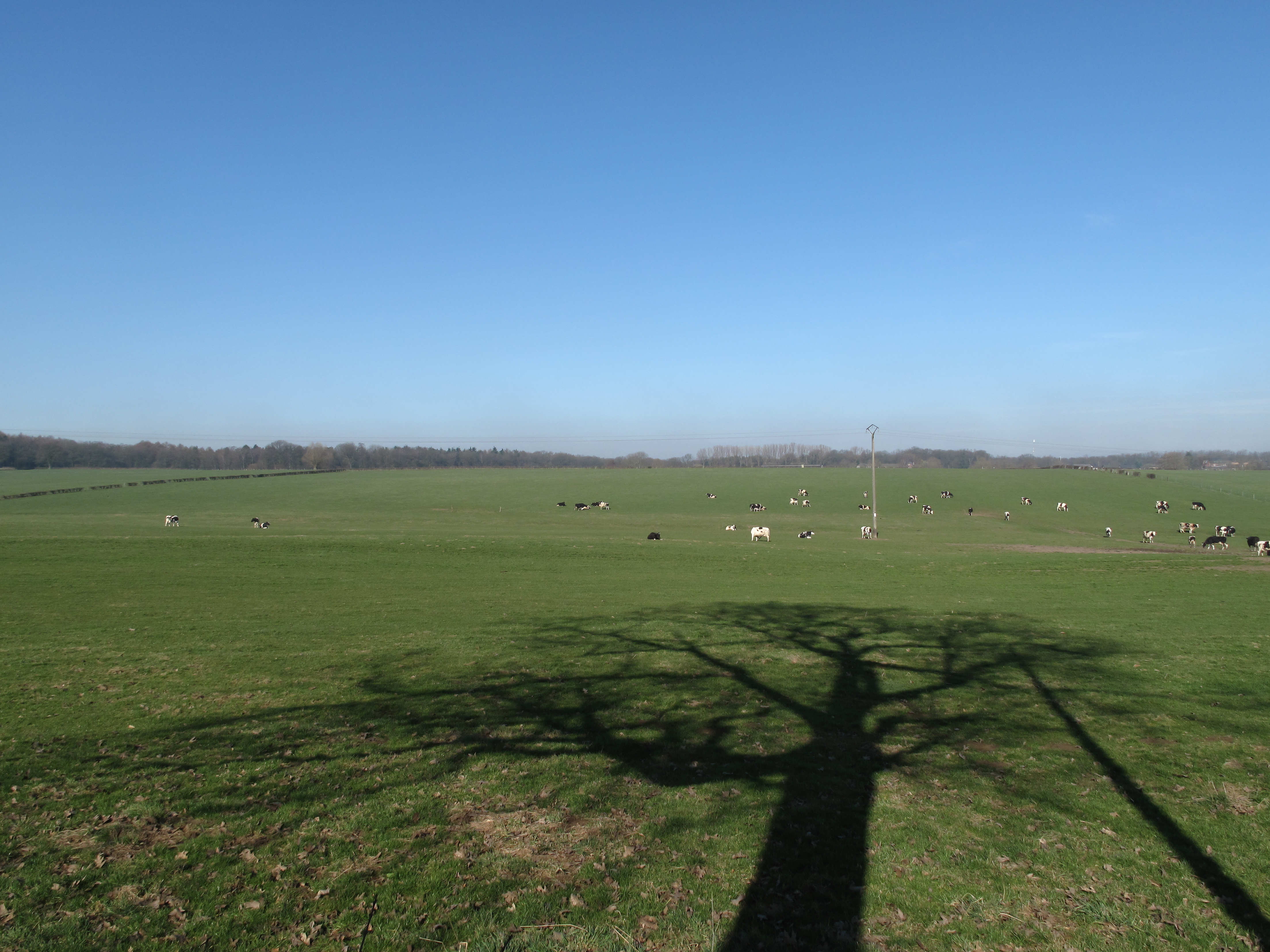
Panorama entre Eynatten et Kettenis.